# Ben Wallace (piłkarz)
Ben Wallace (ur. 26 marca 2004 w Hamilton) – nowozelandzki piłkarz, występujący na pozycji napastnika w rezerwach nowozelandzkiego klubu Wellington Phoenix – Wellington Phoenix Reserves oraz w reprezentacji Nowej Zelandii U-20.

## Kariera
Na podstawie:
| Klub                        | Miasto     | Debiut                                                            | Sukcesy | Mecze w międzynarodowych pucharach |
| --------------------------- | ---------- | ----------------------------------------------------------------- | ------- | ---------------------------------- |
| Wellington Phoenix Reserves | Wellington | 4 grudnia 2021 Wellington Phoenix Reserves 6:0 Western Suburbs FC | –       | –                                  |

## Statystyki

### Klubowe[2][3]
(aktualne na dzień 23 maja 2023)
| Klub                        | Sezon   | Liga                                                  | Liga  | Liga   | Puchar krajowy | Puchar krajowy | Kontynentalne | Kontynentalne | Suma  | Suma   |
| Klub                        | Sezon   | Liga                                                  | Mecze | Bramki | Mecze          | Bramki         | Mecze         | Bramki        | Mecze | Bramki |
| --------------------------- | ------- | ----------------------------------------------------- | ----- | ------ | -------------- | -------------- | ------------- | ------------- | ----- | ------ |
| Wellington Phoenix Reserves | 2021    | New Zealand Central LeagueNew Zealand National League | 1     | 0      | 0              | 0              | 0             | 0             | 1     | 0      |
| Wellington Phoenix Reserves | 2022    | New Zealand Central LeagueNew Zealand National League | 17    | 5      | 0              | 0              | 0             | 0             | 17    | 5      |
| Wellington Phoenix Reserves | 2023    | New Zealand Central LeagueNew Zealand National League | 8     | 3      | 0              | 0              | 0             | 0             | 8     | 3      |
| Wellington Phoenix Reserves | Łącznie | Łącznie                                               | 26    | 8      | 0              | 0              | 0             | 0             | 26    | 8      |

### Reprezentacyjne[4]
| Występy i gole w reprezentacji U-20 | Występy i gole w reprezentacji U-20 | Występy i gole w reprezentacji U-20 | Występy i gole w reprezentacji U-20 | Występy i gole w reprezentacji U-20 | Występy i gole w reprezentacji U-20 | Występy i gole w reprezentacji U-20 | Występy i gole w reprezentacji U-20 | Występy i gole w reprezentacji U-20         |
| Lp.                                 | Data                                | Miasto                              | Przeciwnik                          | Wynik                               | Czas                                | Gole                                | Inne                                | Rozgrywki                                   |
| ----------------------------------- | ----------------------------------- | ----------------------------------- | ----------------------------------- | ----------------------------------- | ----------------------------------- | ----------------------------------- | ----------------------------------- | ------------------------------------------- |
| 1.                                  | 20.05.2023                          | Santiago del Estero                 | Gwatemala U-20                      | 0:1 (0:0)                           | 67'–90'                             |                                     | żółta kartka                        | Mistrzostwa Świata U-20 w Piłce Nożnej 2023 |
| 2.                                  | 23.05.2023                          | Santiago del Estero                 | Uzbekistan U-20                     | 2:2 (0:2)                           | 1'–83'                              | 1                                   |                                     | Mistrzostwa Świata U-20 w Piłce Nożnej 2023 |

## Osiągnięcia
Na podstawie:

### Klubowe
(stan na 23 maja 2023)
Brak ważniejszych osiągnięć.

### Reprezentacyjne
(stan na 23 maja 2023)
Brak ważniejszych osiągnięć.